# Издешково (село)
Изде́шково — село (в 1938—2011 годах — посёлок городского типа) в Сафоновском районе Смоленской области России. Административный центр Издешковского сельского поселения. Население — 1645 чел. (2024). Малая родина Героя Советского Союза В. Н. Корякова.

## География
Расположено в восточной части района, на реке Дыма (Дымка) в 110 км к северо-востоку от Смоленска и в 25 км к востоку от города Сафоново.

## История

### До XIX века
Достоверно можно сказать, что эта территория в конце XVI века находилась в Ворконском стане Вяземского уезда и входила в поместье Семена Герасимовича Якушкина. Здесь располагались сельцо Близнецы и деревня Морозово; пустошь, где была деревня Красная Нивка; Фаустова (Хаустова); Шемяково. Между ними позднее и возникла деревня Издешково. (Следует отметить, что не из этой деревни вырастет будущий посёлок — он был образован восточнее при станции, относившейся к деревне, после строительства железной дороги.)
Впервые Издешково упоминается в Экономических примечаниях к Генеральному межеванию Вяземского уезда 1776—1779 гг. Её делили между собой П. Т. Щербачев, А. Новосильцев, Семен и Александр Якушины. В 1799 г. Издешково было за подпоручиком Василием Богдановичем (5 дворов, 21 душа мужского пола, 18 душ женского пола), секретарем Василием Савиным (1 двор, 2 души мужского пола) и девицей Марией Якушкиной (7 дворов, 42 души мужского пола, 43 души женского пола). Таким образом, в самом конце XVIII века Издешково — довольно крупная, по смоленским меркам, деревня, всего в ней насчитывалось 13 дворов с 65 мужчинами и 61 женщиной.

### XIX век
После отмены крепостного права Издешково вместе с деревней Фаустово (Хаустово) составили одно имение графини А. И. Гейден, крестьяне которой в 1865 г., согласно реформе по отмене крепостного права, подписали по требованию помещицы уставную грамоту по выкупу земли. В двух деревнях насчитывалось 99 душ мужского пола, размеры поместья до реформы составляли 586 десятин.
По сведениям на 1859 г., Издешково — деревня при колодцах, в ней насчитывалось 17 дворов, 74 души мужского пола и 77 душ женского пола.
В 1861 г. было произведено деление уездов губернии на новые сельские административные единицы — волости. Издешково вошло в Морозовскую волость с центром в селе Морозово.
В конце 1860-х гг. началось строительство железной дороги Москва-Брест, и рядом с деревней была построена железнодорожная станция. 20 сентября (2 октября по н.с.) 1870 г. из Москвы в Смоленск проследовал первый поезд.
Согласно Сборнику статистических сведений (издан в 1885 г.), в 1884 г. в Издешкове проживало 82 мужчины и 114 женщин, всего 196 человек в 32 домохозяйствах (семьях). Для сравнения, по ревизии 1858 г. в деревне жило 70 мужчин, 76 женщин (всего 146 человек), объединенных в 17 домохозяйств.
В 1884 г. в Издешкове было всего 13 грамотных мужчин и один учащийся мальчик, все женщины были безграмотны.
Обеспеченность скотом на 32 домохозяев была следующей: 59 лошадей, 62 коровы, 122 овцы, 45 свиней. Однолошадными были 5 хозяев, один безлошадный, все остальные имели по две и более лошадей. С одной коровою было 6 хозяев, с двумя — 10, с тремя и более — 9, один не имел коровы. Избы были преимущественно 8-ми и 9-ти аршинные. 25 хозяев брали землю в аренду, 6 человек вообще не имели земли. В Издешкове, благодаря близости станции, было три трактира, лавка, одно промышленное заведение. В целом можно сказать, что деревня Издешково была достаточно многолюдной для Смоленщины, а ее жители имели средний достаток.

### XX век
По списку населенных мест 1904 г., в Издешкове значится 32 двора и 249 жителей.
Последний владелец Издешкова был сыном генерала от инфантерии, члена Государственного Совета Ф. Л. Гейдена, Дмитрий (1862—1926). В 1904 г. он владел в Издешкове постоялым двором, мелочной и винной лавками. По сведениям 1909 г., земля имения сдавалась в аренду крестьянам, а в Издешкове значился графский лесопильный завод.
Появление железной дороги и станции Издешково дало значительный толчок экономическому развитию всей округи. В музее Издешковской средней школы сохранились воспоминания председателя Издешковского волисполкома Бориса Азаровича Борисенкова, записанные 22 октября 1966 г., в которых он рассказывает о том, как постепенно развивалось Издешково в начале XX века:
Согласно списку населенных мест 1904 г., в Издешкове располагались почтовая станция, 9 мелочных лавок, винная лавка и постоялый двор. В начале XX века железнодорожная станция ежегодно отгружала до 2700 тысяч пудов дров и леса (для сравнения станция «Дорогобуж» отгружала до 3 млн пудов лесоматериалов).
Сфера здравоохранения в Издешкове зародилась уже при советской власти. В 1918 г. здесь был основан врачебный участок, появилась своя амбулатория. А в 1928 г. открылась аптека № 38.
Возка пиломатериалов и дров была самой распространенной работой, которую давала железная дорога окрестным крестьянам. Но в Издешкове был еще один, особенный промысел — добыча известняка (см. статью об узкоколейной железной дороге). Крестьяне окружавших Издешково деревень издревле занимались ломкой известнякового камня и выжигом из него извести, которая продавалась в Вязьму, Дорогобуж и другие места.
В начале XX века в Издешково переселился вяземский купец Абрам Зеликин, который в широких размерах стал скупать камень и поставлять его для железной дороги и другого строительства. При станции Издешково Зеликиным были построены напольные печи, где выжигалась известь, также отправлявшаяся по железной дороге. К концу первого десятилетия XX века отгрузка известняка была развернута настолько широко, что население сорока окрестных деревень работало на Зеликина круглый год, добывая и подвозя камень к станции Издешково. Камень принимался с веса по цене сначала копейка за пуд, а затем, с увеличением спроса — по полторы и две копейки за пуд.
Промышленный рост Издешкова неизбежно должен был повысить и административный статус деревни. В 1919 г., уже при советской власти волостное правление Морозовской волости перевели в Издешково, а в 1924 г. была образована укрупненная Издешковская волость, включавшая в себя Морозовскую, Городищенскую, Осташевскую и часть Сережанской волости Вяземского уезда. В 1925 г. к Издешковской волости присоединили и Казулинскую волость Бельского уезда.
По переписи 1923 г., Издешково уже значилось поселком городского типа, в котором проживало 290 мужчин и 302 женщины, всего — 592 человека. Среди них 77 евреев, что говорит о развитии при станции торговли и ремесла. Из воспоминаний старожилов мы знаем, что в Издешкове шесть раз в год проходили большие ярмарки, а по воскресеньям шла оживленная рыночная торговля. Особенно славился торг поросятами, за год их продавалось не мене 100 тысяч.
В 1929 г. при создании Западной области и ее районировании Издешковская волость была преобразована в район, а Издешково — в районный центр.
Продолжилось промышленное развитие поселка. В ноябре 1931 г. была организована Издешковская машинно-тракторная станция, весной следующего года в нее поступило 15 тракторов с Путиловского завода.
В том же 1931 г. вступил в строй Издешковский льнозавод. Он строился с 1928 г. на берегу Дымки. Все работы велись вручную. Оборудование на заводе было иностранное, установку турбины производил немецкий инженер. Производительная мощность была небольшая — 50 кг волокна в смену.
Главными же сферами промышленного производства Издешкова оставалась добыча даров каменноугольных морей. В 1931 г. Издешковский известковый завод в год потреблял 26 144 тонны известняка. Годовое производство извести составило 12 682 тонны. Среднегодовое число постоянных рабочих — 43 человека. При производстве извести в качестве топлива широко использовался местный торф. Была организована Издешковская торфоразработка «Запторфа», которая в 1929/30 г. добыла 17,2 тыс. тонн торфа. На ней работал 261 сезонный рабочий.
В 1928 г. Смоленский губернский совет народного хозяйства принял решение о постройке от Издешковского известкового завода к карьеру узкоколейной железной дороги. Она была построена в 1929 году. Это позволило значительно увеличить объемы производства извести.
В 1938 г. завод выработал более 35 тысяч тонн извести. Она поставлялась не только на стройки Смоленщины, но и в Московскую, Брянскую области, в Беларусь. Кроме того, карьер Издешковского завода добывал и отгружал ежегодно тысячи тонн бутового камня. Особенно много этого строительного материала потребовало строительство автомобильной дороги Москва - Минск, производившегося в предвоенные годы.
В 1940 г. завод имел два карьера, оснащенных двумя экскаваторами ППГ-1,5 с ёмкостью ковша 1,5 кубометра, около 15 километров рельсовых путей, паровозы, мотовозы, узкоколейные вагоны, три кольцевые печи, электростанцию и значительный жилой фонд. Число рабочих, занятых на заводе и карьерах, достигало 450 человек.
Известковый завод способствовал расцвету Издешкова, но он же покрыл его слоем извести. Печи находились в центре, поселка и в ветреную погоду известковая пыль разносилась по всему населенному пункту, оседая на улицах, крышах, набивалась в жилые помещения.

#### Великая Отечественная война
В годы Великой Отечественной войны Издешково было оккупировано гитлеровскими войсками в сентябре 1941 года. Посёлок был превращен в руины. Погиб и известковый завод: экскаваторы были сожжены и подорваны, подвижной состав вывезен и частично приведен в негодность; рельсовые пути разобраны, рельсы вывезены, мосты через реки уничтожены. При этом для нужд вермахта тогда была проложена собственная военно-полевая узкоколейная дорога, соединявшая Издешково с посёлком Вадино. Скорее всего, она была разобрана сразу после освобождения посёлка.
18 марта 1943 года 88-я полковника А. Ф. Болотова и 42-я гвардейская генерал-майора Ф. А. Боброва дивизии овладели Издешковым. Войска вышли на рубеж деревень Емельяново, Безменово, Плещеево. 19 марта завершилось освобождение Издешковского района.

#### Послевоенные годы
Строительство нового известкового завода было запроектировано в другом месте, в полутора километрах от довоенного завода. Оно было начато уже в 1945 г.. Первая механизированная шахтная печь была запущена в декабре 1947 г., вторая — в 1948 г., третья — к началу 1949 г. Одновременно со строительством печей на заводе были построены паровозное депо, механическая мастерская, водопровод и др. В 1952 г. введена в строй еще одна, совершенная печь новой системы, построен железобетонный склад для извести, вновь проложена узкоколейная линия, начал работу крупный карьер бутового камня с ежегодной добычей 50 тысяч кубометров. Отстраивался и рабочий поселок. В нем появились клуб, баня, детский сад.
Был восстановлен и Издешковский льнозавод, значительно расширивший объемы производства в 1960-е гг.

#### Упадок
В 1961 г. Издешковский район был ликвидирован с присоединением его территории к Сафоновскому району.
Кризис 1990-х — начала 2000-х гг. нанес тяжелейший удар по экономике Издешкова. Были ликвидированы известковый завод с его узкоколейной линией, завод железобетонных изделий, ЗАО «Труд», хлебозавод, молокозавод, межхозяйственная строительная организация. Кроме того, прекратили свое существование комбинат бытового обслуживания, столовая, одна из бань, пришкольный интернат. К 2014 г. численность жителей сократилась до 1605 человек. Итогом экономической и демографической деградации Издешкова стала утрата им статуса поселка в 2011 году.

## Население
| 1939  | 1959  | 1970  | 1979  | 1989  | 2002  | 2009  | 2010  | 2012  |
| ----- | ----- | ----- | ----- | ----- | ----- | ----- | ----- | ----- |
| 2916  | ↗3511 | ↘3229 | ↘3147 | ↘2728 | ↘1944 | ↘1841 | ↘1826 | ↘1610 |
| 2013  | 2014  | 2015  | 2016  | 2017  | 2018  | 2019  | 2024  |       |
| ↘1605 | →1605 | ↘1580 | ↘1554 | ↘1532 | ↗1540 | ↘1506 | ↗1645 |       |

## Инфраструктура
Экономика
Завод железобетонных изделий, филиал Ярцевского мебельного предприятия (оба сейчас не работают), льнозавод. В районе развито сельское хозяйство.
Наиболее крупными действующими предприятиями являются:
- Предприятие ООО «Экопак» — тара, упаковочные материалы — производство, торговля;
- Строительная компания «Строитель-СК»
- Предприятие ООО «Агроинвест-М» — производство и реализация продукции растениеводства — картофеля, овощей, зерна

Культура
Работают следующие образовательные учреждения: детский сад «Ягодка», Издешковская средняя общеобразовательная школа, детская музыкальная школа, детская художественная школа. Действует библиотека, клуб.

## Транспорт
В селе расположена одноимённая железнодорожная станция на линии Вязьма — Духовская, открытая в 1870 году.

## Известные уроженцы
В 1906 году в Издешкове родился герой Советского Союза лётчик Василий Коряков.